# San José (rzeka)
San José (hiszp. Río San José) – rzeka w Urugwaju w Ameryce Południowej. Prawy dopływ rzeki Santa Lucía.
Rzeka wypływa w okolicy Cuchilla Grande Inferior w departamencie Flores skąd kieruje się na południe, lekko skręcając na wschód. Przecina departament San José, przepływając przez miasto San José de Mayo. Uchodzi do rzeki Santa Lucía przy granicy z departamentem Montevideo.